# Seven.One Entertainment Group
Die Seven.One Entertainment Group ist eine Tochtergesellschaft der ProSiebenSat.1 Media mit Fokus auf die deutschsprachigen Unterhaltungsgeschäfte der Muttergesellschaft. Zu den Hauptaktivitäten des Unternehmens zählen der Betrieb von über 15 Fernsehsendern, der Vertrieb von mehreren digitalen Angeboten, die Produktion von Film- und Fernsehinhalten sowie die Vermarktung dieser Dienstleistungen und Produkten.

## Geschichte

### German Free TV Holding (2008–2010)

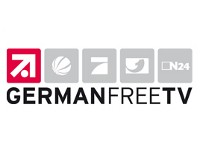
Logo der German Free TV Holding (2008–2010)

Die am 22. Mai 2007 gegründete ProSiebenSat.1 Sechste Verwaltungsgesellschaft wurde am 2. Januar 2008 (per Beschluss vom 27. Dezember 2007) umbenannt in German Free TV Holding GmbH. Anfang Mai 2008 gab ProSiebenSat.1 Media bekannt, dass sie die Aktivitäten der Fernsehsender Sat.1, ProSieben, kabel eins und N24 ab sofort in dieser Holding koordinieren werde. Somit waren nun die kabel eins Fernsehen GmbH (bis Februar 2008: Kabel 1 K1 Fernsehen GmbH), N24 Gesellschaft für Nachrichten und Zeitgeschehen GmbH, ProSieben Television GmbH und die Sat.1 Satelliten Fernsehen GmbH und damit indirekt auch ihre Tochtergesellschaften der German Free TV Holding unterstellt und nicht mehr länger direkte Tochtergesellschaften der ProSiebenSat.1 Media AG. (Obwohl ebenfalls ein deutscher Sender, wurde 9live nicht der Holding, sondern dem Geschäftsfeld Diversifikation zugeordnet.)
Im Zuge dieser Integration aller entsprechenden deutschen Free-TV-Sender in ein Unternehmen wurden auch deren Tochtergesellschaften umstrukturiert. So wurden die Tochtergesellschaften Sat.1 Berlin Regional GmbH & Co. KG, Sat.1 Berlin Regional Verwaltungs GmbH und Sat.1 Boulevard TV GmbH im August 2008 in deren Muttergesellschaft Sat.1 Satelliten Fernsehen GmbH aufgelöst. Am 13. November 2008 gab die ProSiebenSat.1 Media AG auf einer Mitarbeiterversammlung im Hilton Hotel in Berlin bekannt, den Firmensitz der Sat.1 Satelliten Fernsehen GmbH von Berlin nach Unterföhring bei München zu verlegen. Vom Ortswechsel ausgenommen war die Sat.1-Zentralredaktion, die ab Januar 2009 in eine eigenständige Gesellschaft mit dem Namen Maz & More TV Produktion überführt und der N24 Gesellschaft für Nachrichten und Zeitgeschehen mbH als Tochtergesellschaft untergeordnet wurde. Des Weiteren wurde ab 1. Juli 2009 die Öffentlichkeitsarbeit für die Sender Sat.1, ProSieben, kabel eins und N24 unter dem Dach der German Free TV Holding unter der Leitung von Petra Fink als Senior Vice President Kommunikation gebündelt. Im Januar 2010 folgten die Unterhaltungs- und Informationsbereiche der Sender, die in den neu gegründeten senderübergreifenden Content-Bereichen Entertainment und Factual unter Leitung von Jobst Benthues als Senior Vice President Entertainment bzw. von Katja Hofem-Best als Senior Vice President Factual zusammengeführt wurden.
Im November 2009 wurde ein neuer Fernsehsender mit dem Namen Fem TV und insbesondere weiblichem Zielpublikum für Frühjahr 2010 angekündigt. Vier Monate später wurde der Name in sixx umgeändert und die Tochtergesellschaft sixx GmbH am 9. Februar 2010 gegründet. Sendestart von sixx war am 7. Mai 2010.

### ProSiebenSat.1 TV Deutschland (2010–2020)

#### N24-Verkauf und SevenPictures Film (2010–2011)

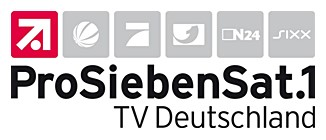
Logo der ProSiebenSat.1 TV Deutschland GmbH (April bis Juni 2010)

Im Zuge der abschließenden Neustrukturierung und Reorganisation der deutschen Sendergruppe um Sat.1, ProSieben, kabel eins und N24 beschloss die Geschäftsführung am 22. März 2010, die German Free TV Holding GmbH in ProSiebenSat.1 TV Deutschland GmbH umzubenennen. Dies erfolgte schließlich am 7. April 2010. Der Vorsitzende der Geschäftsführung, Andreas Bartl, erklärte in einem DWDL.de-Interview, dass die damalige Benennung der Gesellschaft in German Free TV Holding aus der Notwendigkeit „eines zunächst rein formal-juristischen Gefäßes für die deutsche Sendergruppe herrührte, die durch die Fusion der ProSiebenSat.1 Media-Gruppe mit der internationalen SBS Broadcasting Group erforderlich geworden war.“
Im Juni 2010 wurde der Nachrichtensender N24 (N24 Gesellschaft für Nachrichten und Zeitgeschehen mbH) und dessen Tochtergesellschaft Maz & More TV Produktion an die neu gegründete N24 Media verkauft. Neue Eigentümer waren unter anderem der damalige N24-Geschäftsführer Torsten Rossmann sowie der ehemalige Der Spiegel-Chefredakteur Stefan Aust, die jeweils 26 Prozent der Anteile halten. Bereits Ende November 2009 war ein Verkauf des Senders in Betracht gezogen worden. Begründet wurde der Verkauf damit, dass der Fernsehsender einen zweistelligen Millionenbetrag Verlust pro Jahr mache. Infolgedessen wurde das Logo von ProSiebenSat.1 TV Deutschland verändert.
Seit Anfang Februar 2011 ist die SevenPictures Film GmbH, die deutsche Kinofilme koproduziert sowie deren TV-Lizenzen für die ProSiebenSat.1-Gruppe erwirbt, der ProSiebenSat.1 TV Deutschland GmbH untergliedert. Zuvor war sie eine direkte Tochtergesellschaft der ProSiebenSat.1 Media AG.

#### Wechsel der Programmveranstalter (2012) sowie Klagen gegen neue Sat.1-Lizenz (2012–2020)

Logo der ProSiebenSat.1 TV Deutschland GmbH (2010–2020)

Am 2. April 2012 beantragte ProSiebenSat.1 TV Deutschland neue Zulassungen für die Fernsehvollprogramme Sat.1, kabel eins und ProSieben und das Fernsehspartenprogramm sixx bei verschiedenen Landesmedienanstalten. Die zuvor von ihren Tochtergesellschaften gehaltenen Zulassungen für die Programme sollten unmittelbar bei ihr gebündelt werden, um dadurch selbst als Veranstalterin aufzutreten. Dies ist eine medienrechtliche Anpassung. Die Kommission für Zulassung und Aufsicht (ZAK) erteilte am 22. Mai 2012 für die drei Sender kabel eins, ProSieben und sixx neue Sendelizenzen und verschob die Entscheidung über Sat.1 zunächst. Die Kommission zur Ermittlung der Konzentration im Medienbereich (KEK) stellte am 12. Juni 2012 fest, dass den Zulassungen Gründe der Sicherung der Meinungsvielfalt im Fernsehen bei allen vier Sendern nicht entgegenstehen. Die Zulassungen galten jeweils ab dem 1. Januar 2013. Die bestehenden Lizenzen wurden zuvor durch die vorherigen Veranstalterinnen zurückgegeben.
| Sender     | vorherige Rundfunklizenz   | vorherige Rundfunklizenz                                          | vorherige Rundfunklizenz | neue Rundfunklizenz           | neue Rundfunklizenz                               | neue Rundfunklizenz            |
| Sender     | Programm- veranstalterin   | Landes- medienanstalt                                             | Zulassungs- zeitraum     | Programm- veranstalterin      | Landes- medienanstalt                             | Zulassungs- zeitraum           |
| ---------- | -------------------------- | ----------------------------------------------------------------- | ------------------------ | ----------------------------- | ------------------------------------------------- | ------------------------------ |
| ProSieben  | ProSieben Television       | Medienanstalt Berlin-Brandenburg (mabb)                           | bis 4. Feb. 2016         | ProSiebenSat.1 TV Deutschland | Medienanstalt Berlin-Brandenburg (mabb)           | 1. Jan. 2013 bis 31. Dez. 2019 |
| sixx       | sixx                       | Medienanstalt Berlin-Brandenburg (mabb)                           | bis 4. Feb. 2016         | ProSiebenSat.1 TV Deutschland | Bremische Landesmedienanstalt (brema)             | 1. Jan. 2013 bis 31. Dez. 2022 |
| kabel eins | kabel eins Fernsehen       | Bayerische Landeszentrale für neue Medien (BLM)                   | bis 29. Feb. 2020        | ProSiebenSat.1 TV Deutschland | Bayerische Landeszentrale für neue Medien (BLM)   | 1. Jan. 2013 bis 31. Dez. 2020 |
| Sat.1      | Sat.1 Satelliten Fernsehen | Landeszentrale für Medien und Kommunikation Rheinland-Pfalz (LMK) | bis 31. Mai 2020         | ProSiebenSat.1 TV Deutschland | Medienanstalt Hamburg/Schleswig-Holstein (MA HSH) | 1. Jun. 2013 bis 31. Mai 2023  |

Die neue Sendelizenz für Sat.1 wurde erst am 26. Juni 2012 durch die ZAK erteilt, da zuvor noch Fragen im Zusammenhang mit der Verpflichtung zur Ausstrahlung von Regionalfenstern und Drittsendezeiten geklärt werden mussten. Daher würde der Zulassungszeitraum für Sat.1 am 1. Juni 2013 beginnen, um die Lizenz mit der laufenden Lizenzperiode für Drittsendezeiten zu harmonisieren. Jedoch reichten die Landeszentrale für Medien und Kommunikation Rheinland-Pfalz (LMK) sowie die Hessische Landesanstalt für privaten Rundfunk und neue Medien (LPR) Anfang August 2012 gegen die neue Lizenz eine Klage beim Verwaltungsgericht Schleswig ein. Ihrer Auffassung nach dürfe ein Programmveranstalter bei laufender Lizenz und unverändertem Programm nicht beliebig die Landesmedienanstalt wechseln. Daran ändere auch nichts, dass formal die Lizenz von der Tochter Sat.1 Satelliten Fernsehen auf die Muttergesellschaft ProSiebenSat.1 TV Deutschland übertragen wurde. Auch in dem Verzicht von Sat.1 auf die bisherige Lizenz sieht die LMK einen Rechtsverstoß: Die Rundfunkerlaubnis stehe nicht zur alleinigen Disposition des Veranstalters. Durch die Drittsendezeiten und im Interesse der Meinungsvielfalt würden sich für den Sender auch Verpflichtungen ergeben, ein Verzicht auf die Lizenz sei daher ausgeschlossen. Ende Mai 2013 wies das Gericht die Klage gegen die neue Lizenz ab. Begründet wurde dies unter anderem damit, dass die ZAK der Lizenzierung durch die Medienanstalt Hamburg/Schleswig-Holstein (MA HSH) mehrheitlich zugestimmt habe. Die Entscheidungen der ZAK seien gegenüber den anderen Organen der zuständigen Medienanstalt bindend, da die ZAK ein Gremium der 14 deutschen Landesmedienanstalten ist. Ebenfalls auf eine Verletzung der Vorschriften des Rundfunkstaatsvertrages über die Sicherung der Meinungsvielfalt könnten die Kläger sich nicht berufen. Dies folge schon daraus, dass die für diese Frage alleine zuständige KEK bereits verbindlich entschieden habe, dass medienkonzentrationsrechtliche Gründe der Zulassung nicht entgegenstünden. Anschließend wurden seitens der LMK und LPR Berufungen beim Oberverwaltungsgericht Schleswig eingelegt. Ende November 2018 wurden die Klagen jedoch erneut abgewiesen.
Anfang Mai 2019 legte die LMK jedoch eine Revision beim Bundesverwaltungsgericht ein. Für Ende März 2020 war die erste Verhandlung beim Bundesverwaltungsgericht vorgesehen. Aufgrund der COVID-19-Pandemie in Deutschland wurde der Termin auf Mitte Juli 2020 verschoben. In dieser entschied das Bundesverwaltungsgericht, dass die beiden Medienanstalten LMK und LPR nicht klagebefugt und dementsprechend die Klagen gar nicht zulässig seien. Die 2008 gegründete Kommission für Zulassung und Aufsicht (ZAK) übernimmt unter anderem die Entscheidungen im Zusammenhang mit der Zulassung privater bundesweiter Rundfunkveranstalter und daher seien sie klagebefugt. Diese jedoch erteilte im Juni 2012 die neue Sendelizenz an Sat.1 und somit sah sie keine Schwierigkeiten beim Landesmedienanstalt-Wechsel.

#### Erweiterung durch neue TV-Programme (2013)
Ende August 2012 wurde ein neuer Fernsehsender mit dem Namen Sat.1 Gold, der sich an ein weibliches Publikum im hohen Alter richten soll, für die zweite Jahreshälfte 2013 angekündigt. Circa drei Monate später erhielt der Sender eine Rundfunklizenz durch die ZAK. Sendestart war am 17. Januar 2013. Der durch die ProSiebenSat.1 TV Deutschland direkt veranstaltete Sender wird durch die Thüringer Landesmedienanstalt (TLM) beaufsichtigt. Mitte April 2013 erteilte die ZAK der ProSiebenSat.1 TV Deutschland GmbH die Zulassung für die Verbreitung des neuen Fernsehsenders ProSieben Maxx. Die Rundfunklizenz für den neuen Unterhaltungsspartensender, der zu Beginn an ein männliches Zielpublikum zwischen 40 und 59 Jahren gerichtet war, wurde bei der Sächsischen Landesanstalt für privaten Rundfunk und neue Medien (SLM) beantragt. Sendestart war am 3. September 2013.

#### Erweiterung und Auflösung von Tochtergesellschaften (2014–2019)

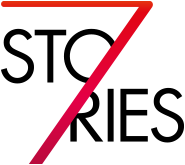
Logo der ehemaligen Tochtergesellschaft 7Stories GmbH

Seit Januar 2014 gehörte die Werbeagentur Sugar Ray zur ProSiebenSat.1 TV Deutschland GmbH. Sie war im Dezember 2011 gegründet worden und eine Tochtergesellschaft der ProSiebenSat.1 Digital & Adjacent GmbH (bzw. deren Tochtergesellschaft SevenVentures GmbH). Gegründet wurde die Agentur, um kleineren Unternehmen und Kunden, die bislang nicht im Fernsehen unterwegs waren, TV-Spots zu ermöglichen. Im August 2017 verschmolz die Sugar Ray GmbH mit der Muttergesellschaft. Vier Monate später, am 15. Dezember 2017, übernahm ProSiebenSat.1 TV Deutschland die Beherrschung über die 7Stories GmbH. Sie produzierte Factual-TV-Sendungen und Bewegtbildinhalte (unter anderem Werbevideos) für die ProSiebenSat.1 Gruppe und weitere nationale und internationale Medienhäuser, digitale Plattformen und Unternehmen. Fernsehsendungen wie Galileo 360° (ProSieben Maxx), Lenßen klärt auf und Im Kopf des Verbrechers (beide Sat.1 Gold) sowie Da Vinci – Die Welt des Wissens (TV24) wurden unter anderem von 7Stories produziert. Außerdem war diese für den Vertrieb innerhalb der ProSiebenSat.1 Gruppe als auch an externe Kunden zuständig. Die Gesellschaft wurde als GmbH i.G. von der ProSiebenSat.1 Broadcasting GmbH am 10. Dezember 2015 gegründet. Vom 6. Juni 2016 bis zum 14. Dezember 2017 war die 7Stories GmbH eine hundertprozentige Tochtergesellschaft der Red Arrow Entertainment Group GmbH. Gleichermaßen wie die Sugar Ray GmbH ist die 7Stories GmbH kurze Zeit später im September 2018 mit ProSiebenSat.1 TV Deutschland verschmolzen.
Im Zuge der neuen Zulassungen im April/Juni 2012 wurden die Tochtergesellschaften kabel eins Fernsehen, ProSieben Television und sixx im Dezember 2014 in deren Muttergesellschaft ProSiebenSat.1 TV Deutschland aufgelöst.
Ende Juni 2016 erhielt der neue Sender kabel eins Doku eine Rundfunklizenz für zehn Jahre. Sendestart war am 22. September 2016. Der durch die ProSiebenSat.1 TV Deutschland veranstaltete Spartensender wird durch die Medienanstalt Hamburg/Schleswig-Holstein beaufsichtigt.
Im Oktober 2018 erhielt die neue Quiz Show-App Quipp eine unbefristete Programmzulassung durch die Bayerische Landeszentrale für neue Medien (BLM), da sie durch eine Liveübertragung im Internet betrieben wird. Gestartet ist die App im November 2018.
Mitte Oktober 2019 wurde bekannt, dass ProSiebenSat.1 TV Deutschland die neue Lizenz für den Sender ProSieben bei der Bayerische Landeszentrale für neue Medien beantragt hat. Begründet wurde der Landesmedienanstaltwechsel damit, dass eine Regelung des neuen Rundfunkänderungsstaatsvertrages vorsieht, dass für neue Zulassungen diejenige Landesmedienanstalt zuständig sein soll, in deren Zuständigkeitsbereich der Veranstalter seinen Sitz hat. Die neue Zulassung wird bis zum 31. Dezember 2027 gelten.

### Seven.One Entertainment Group (seit 2020)
Mitte Februar 2020 wurde durch den Mutterkonzern ProSiebenSat.1 Media bekannt gegeben, dass deren Sendermarken, Content-, Digital- und Vermarktungsgeschäfte innerhalb der neuen Tochtergesellschaft SevenOne Entertainment Group ab Sommer 2020 gebündelt werden. Die ProSiebenSat.1 TV Deutschland mit ihren Sendern, der Vermarkter SevenOne Media und weitere Entertainment-Bereiche sowie auch die Produktionsfirma Redseven Entertainment und Teile vom Multi-Channel-Network Studio71 sollen unter das Dach der SevenOne Entertainment Group.
Im Zuge dessen fusionierte die ProSiebenSat.1 Entertainment GmbH Ende April 2020 mit der ProSiebenSat.1 TV Deutschland GmbH. Deren Tochtergesellschaften sind unter anderem die SevenOne Media GmbH, SevenOne Media (Schweiz) AG, ProSiebenSat.1Puls 4 GmbH, ProSiebenSat.1 Welt GmbH und wetter.com GmbH. Die letzten vier genannten Gesellschaften sind direkt oder indirekt über weitere Tochtergesellschaften Veranstalterinnen deutschsprachiger Fernsehsender und Streaming-Plattformen. Im Juni 2020 verschmolzen die ProSiebenSat.1 Advertising Platform Solutions GmbH und ProSiebenSat.1 Welt GmbH sowie im September 2020 die Sat.1 Satelliten Fernsehen GmbH mit der ProSiebenSat.1 TV Deutschland GmbH. Dementsprechend ist sie seither direkte Veranstalterin der deutschsprachigen Fernsehsender Sat.1 und ProSiebenSat.1 Welt.
Aufgrund der COVID-19-Pandemie in Deutschland verspätete sich die Umstrukturierung und das Rebranding, sodass erst am 29. September 2020 die Umbenennung von ProSiebenSat.1 TV Deutschland nach Seven.One Entertainment Group in das Handelsregister eingetragen wurde. Offiziell werden seit 1. Oktober 2020 die Entertainment-Aktivitäten der ProSiebenSat.1 Media SE unter der Dachmarke der Seven.One Entertainment Group geführt.
Anfang Dezember 2020 wurde bekannt, dass die Seven.One Entertainment Group ab 2023 alle Nachrichteninhalte für die ProSiebenSat.1-Gruppe selbst produzieren wird. Demnach wird eine zentrale Nachrichtenredaktion mit einem crossmedialen, plattformübergreifenden Newsroom und Nachrichtenstudio in Unterföhring aufgebaut. In Berlin ist zudem ein eigenes Hauptstadtstudio geplant. Seit 2010 werden die Nachrichtensendungen auf Sat.1, ProSieben und kabel eins vom Berliner Nachrichtensender Welt zugeliefert.
Mitte Dezember 2020 wurde die Bündelung aller Aktivitäten aus dem Audiobereich in die neue Geschäftseinheit Seven.One Audio bekannt. Dazu gehören neben der Audio-Plattform FYEO auch der Podcast-Vermarkter Podcast Factory. Letzterer war bisher in der Seven.One Starwatch untergliedert.
Anfang April 2021 fusionierten die Schweizer Tochtergesellschaften Sat.1 (Schweiz) AG, Betreiberin von Sat.1 Schweiz, sowie ProSiebenSat.1 Puls 8 TV AG, Betreiberin von ProSieben Schweiz und Puls 8 in die Seven.One Entertainment Group Schweiz AG (vormals SevenOne Media (Schweiz) AG). Dadurch werden alle Schweizer Entertainment-Aktivitäten unter einem Dach in Zürich zusammengefasst. Im Zuge dessen wurde der Standort in Küsnacht aufgegeben.
Nach der vollständigen Übernahme der Unternehmensanteile an der Joyn GmbH im Oktober 2022 wurde der Streaminganbieter am 24. November 2023 ein Tochterunternehmen der Seven.One Entertainment Group.

## Geschäftsführung
Im Folgenden werden die Vorsitzenden der Geschäftsführung gelistet:
- Mai 2008 bis März 2012: Andreas Bartl[56][57]
- März 2012 bis Oktober 2013: Jürgen Hörner[57][58][59] (März bis Oktober 2012: kommissarisch)
- Oktober 2013 bis Mitte Juli 2023: Wolfgang Link[59][60]
- seit Mitte Juli 2023:  Bert Habets[61]

## Medienangebote (Auswahl)
Im Folgenden sind (noch unvollständig) die aktuellen Medienangebote der Seven.One Entertainment Group GmbH gelistet.

### Fernsehen
Die Seven.One Entertainment Group (oder über ihre Tochtergesellschaften) ist Betreiberin von insgesamt 17 Fernsehsendern in fünf Ländern, die entweder frei oder kostenpflichtig analog/digital terrestrisch, über Kabel, Satellit oder Internet empfangbar sind.

#### Free-TV
Die Seven.One Entertainment Group betreibt bzw. veranstaltet direkt sowie indirekt über ihre Tochtergesellschaften insgesamt 12 frei empfangbare Fernsehsender in drei Ländern. Sie werden im Folgenden zusammen mit dem Datum des Sendebeginns, dem Sendegebiet und der Programmveranstalterin gelistet. Die Tabelle ist zunächst nach dem Sendegebiet sortiert und anschließend nach dem Sendestart.
| Sendegebiet | Fernsehsender   | Fernsehsender | Sendestart    | Programmveranstalterin             | Anmerkungen                                 |
| Sendegebiet | Name            | Logo          | Sendestart    | Programmveranstalterin             | Anmerkungen                                 |
| ----------- | --------------- | ------------- | ------------- | ---------------------------------- | ------------------------------------------- |
| Deutschland | Sat.1           |               | 1. Jan. 1984  | Seven.One Entertainment Group GmbH | Relevanzzielgruppe: Erwachsene, 14–59 Jahre |
| Deutschland | ProSieben       |               | 1. Jan. 1989  | Seven.One Entertainment Group GmbH | Relevanzzielgruppe: Erwachsene, 14–39 Jahre |
| Deutschland | kabel eins      |               | 29. Feb. 1992 | Seven.One Entertainment Group GmbH | Relevanzzielgruppe: Erwachsene, 14–49 Jahre |
| Deutschland | sixx            |               | 7. Mai 2010   | Seven.One Entertainment Group GmbH | Relevanzzielgruppe: Frauen, 14–39 Jahre     |
| Deutschland | Sat.1 Gold      |               | 17. Jan. 2013 | Seven.One Entertainment Group GmbH | Relevanzzielgruppe: Frauen, 40–64 Jahre     |
| Deutschland | ProSieben Maxx  |               | 3. Sep. 2013  | Seven.One Entertainment Group GmbH | Relevanzzielgruppe: Männer, 14–39 Jahre     |
| Deutschland | kabel eins Doku |               | 22. Sep. 2016 | Seven.One Entertainment Group GmbH | Relevanzzielgruppe: Männer, 40–64 Jahre     |
| Österreich  | ATV             |               | 17. Jan. 2000 | ATV Privat TV GmbH & Co KG         | Übernahme im April 2017                     |
| Österreich  | Puls 4          |               | 28. Jan. 2008 | PULS 4 TV GmbH & Co KG             |                                             |
| Österreich  | ATV2            |               | 1. Dez. 2011  | ATV Privat TV GmbH & Co KG         | Übernahme im April 2017                     |
| Österreich  | Puls 24         |               | 1. Sep. 2019  | PULS 4 TV GmbH & Co KG             |                                             |
| Schweiz     | Puls 8          |               | 8. Okt. 2015  | ProSiebenSat.1 Puls 8 TV AG        |                                             |

#### Pay-TV
Die Seven.One Entertainment Group betreibt bzw. veranstaltet direkt sowie indirekt über ihre Tochtergesellschaften insgesamt sechs kostenpflichtige Fernsehsender in fünf Ländern. Sie werden im Folgenden sortiert nach dem Datum des Sendebeginns sowie zusammen mit dem Sendegebiet und der Programmveranstalterin gelistet.
| Fernsehsender       | Fernsehsender | Sendestart    | Sendegebiet                      | Programmveranstalterin             | Anmerkungen                                                                    |
| Name                | Logo          | Sendestart    | Sendegebiet                      | Programmveranstalterin             | Anmerkungen                                                                    |
| ------------------- | ------------- | ------------- | -------------------------------- | ---------------------------------- | ------------------------------------------------------------------------------ |
| wetter.com TV       |               | 18. Apr. 2004 | Deutschland, Schweiz             | wetter.com GmbH                    |                                                                                |
| ProSiebenSat.1 Welt |               | 22. Feb. 2005 | Vereinigte Staaten, Kanada       | Seven.One Entertainment Group GmbH |                                                                                |
| kabel eins classics |               | 1. Juni 2006  | Deutschland, Österreich, Schweiz | Seven.One Pay TV GmbH              | Relevanzzielgruppe: Männer, 29–59 Jahre                                        |
| Sat.1 emotions      |               | 3. Mai 2012   | Deutschland, Österreich, Schweiz | Seven.One Pay TV GmbH              | Relevanzzielgruppe: Frauen, 20–49 Jahre, in der Schweiz nur mit Internetzugang |
| ProSieben Fun       |               | 3. Mai 2012   | Deutschland, Österreich, Schweiz | Seven.One Pay TV GmbH              | Relevanzzielgruppe: Männer, 14–39 Jahre                                        |
| ProSiebenSat.1 UHD  |               | 13. Aug. 2021 | Deutschland                      | Seven.One Pay TV GmbH              | nur über HD+                                                                   |

#### Regionalfensterprogramme
Die Seven.One Entertainment Group betreibt bzw. veranstaltet indirekt über ihre Tochtergesellschaften mehrere Regionalfensterprogramme auf dem Fernsehsender Sat.1. Die Regionalfensterprogramme für Hamburg und Schleswig-Holstein, Niedersachsen und Bremen sowie Bayern werden durch Tochtergesellschaften oder Unternehmensbeteiligungen der Seven.One Entertainment Group betrieben. Daher werden sie aus medienrechtlicher Sicht hier aufgelistet. Die restlichen Regionalfensterprogramme auf Sat.1 werden von unabhängigen Gesellschaften betrieben und sind dementsprechend hier nicht aufgelistet.
| Programm             | Programm | Sendestart    | Sendegebiet                 | Programmveranstalterin                  | Anmerkungen |
| Name                 | Logo     | Sendestart    | Sendegebiet                 | Programmveranstalterin                  | Anmerkungen |
| -------------------- | -------- | ------------- | --------------------------- | --------------------------------------- | ----------- |
| 17:30 Sat.1 Regional |          | 15. Aug. 1988 | Hamburg, Schleswig-Holstein | Sat.1 Norddeutschland GmbH              |             |
| 17:30 Sat.1 Regional |          | 19. Juni 1989 | Bremen, Niedersachsen       | Sat.1 Norddeutschland GmbH              |             |
| 17:30 Sat.1 Bayern   |          | 4. Jan. 1990  | Bayern                      | Privatfernsehen in Bayern GmbH & Co. KG |             |

#### Werbe- und Programmfenster
Die Seven.One Entertainment Group betreibt bzw. veranstaltet indirekt über ihre Tochtergesellschaften mehrere Ableger der deutschen Free-TV-Sender als nationaler Programmfenster innerhalb des deutschen Hauptprogramms in den Ländern Österreich und Schweiz. Ferner werden die deutschen Werbefenster durch österreichische bzw. schweizerische Werbung ersetzt.
| Sendegebiet | Werbe- und Programmfenster | Werbe- und Programmfenster | Sendestart    | Programmveranstalterin                               | Anmerkungen                                                                                                   |
| Sendegebiet | Name                       | Logo                       | Sendestart    | Programmveranstalterin                               | Anmerkungen                                                                                                   |
| ----------- | -------------------------- | -------------------------- | ------------- | ---------------------------------------------------- | --- |
| Österreich  | Sat.1 Österreich           |                            | 1. Juli 1996  | SAT.1 Privatrundfunk und Programmgesellschaft m.b.H. | österreichischer Werbe- und Programmfenster                                                                   |
| Österreich  | ProSieben Austria          |                            | 14. März 1998 | ProSieben Austria GmbH                               | seit 14. Mär. 1998 als österreichischer Werbefenster, seit 26. Jan. 2004 als österreichischer Programmfenster |
| Österreich  | kabel eins Austria         |                            | 1. Jan. 1999  | ProSieben Austria GmbH                               | seit 1. Jan. 1999 als österreichischer Werbefenster, seit 30. Apr. 2004 als österreichischer Programmfenster  |
| Österreich  | sixx Austria               |                            | 3. Juli 2012  | ProSiebenSat.1Puls 4 GmbH                            | österreichischer Werbe- und Programmfenster                                                                   |
| Österreich  | Sat.1 Gold Österreich      |                            | 15. Juli 2014 | ProSiebenSat.1Puls 4 GmbH                            | österreichischer Werbe- und Programmfenster                                                                   |
| Österreich  | ProSieben Maxx Austria     |                            | 15. Juli 2014 | ProSiebenSat.1Puls 4 GmbH                            | österreichischer Werbe- und Programmfenster                                                                   |
| Österreich  | kabel eins Doku Austria    |                            | 22. Sep. 2016 | ProSieben Austria GmbH                               | österreichischer Werbe- und Programmfenster                                                                   |
| Schweiz     | Sat.1 Schweiz              |                            | 1. Jan. 1997  | Seven.One Entertainment Group Schweiz                | seit 1. Jan. 1997 als schweizerischer Werbefenster, seit 2. Aug. 1998 als schweizerischer Programmfenster     |
| Schweiz     | ProSieben Schweiz          |                            | 6. Jan. 1997  | Seven.One Entertainment Group Schweiz                | seit 6. Jan. 1997 als schweizerischer Werbefenster, seit 31. Aug. 2007 als schweizerischer Programmfenster    |
| Schweiz     | kabel eins Schweiz         |                            | 1. März 1999  | –                                                    | schweizerischer Werbefenster                                                                                  |
| Schweiz     | sixx Schweiz               |                            | 1. Jan. 2013  | –                                                    | schweizerischer Werbefenster                                                                                  |
| Schweiz     | Sat.1 Gold Schweiz         |                            | 1. Juli 2014  | –                                                    | schweizerischer Werbefenster                                                                                  |
| Schweiz     | ProSieben Maxx Schweiz     |                            | 1. Juli 2014  | –                                                    | schweizerischer Werbefenster                                                                                  |

### Weitere Angebote mit Rundfunklizenz
Die Seven.One Entertainment Group betreibt bzw. veranstaltet direkt sowie indirekt über ihre Tochtergesellschaften mehrere Online-Angebote, die unter anderem Live-Streaming beinhalten und daher mit einer medienrechtlichen Zulassung als Rundfunk gelten. Bei diesen Streaming-Programmen werden nicht 24 Stunden durchgehend Inhalte ausstrahlt, sondern nur zu bestimmten Ereignissen bzw. Zeiten. Der Sendestart bezieht sich hier auf den Sendebeginn, nachdem eine Sendelizenz bzw. Programmzulassung seitens einer Landesmedienanstalt erteilt wurde.
| Angebot             | Angebot | Sendestart   | Programmkonzept                                                                                       | Programmveranstalterin (Sendegebiet) | Anmerkungen |
| Name                | Logo    | Sendestart   | Programmkonzept                                                                                       | Programmveranstalterin (Sendegebiet) | Anmerkungen |
| ------------------- | ------- | ------------ | --- | ------------------------------------ | ----------- |
| Sportdeutschland.TV |         | 9. Dez. 2014 | über die gleichnamige Streaming-Plattform werden Live-Übertragungen von Sportveranstaltungen gesendet | DOSB New Media GmbH (Deutschland)    |             |
| ran.de Livestream   |         | 1. Aug. 2019 | über die gleichnamige Sport-Website werden Live-Übertragungen von Sportveranstaltungen gesendet       | Seven.One Sports GmbH (Deutschland)  |             |

### Streaming
Die Seven.One Entertainment Group betreibt indirekt über ihre Tochtergesellschaften mehrere Online-Streaming-Angebote, die als Video-on-Demand und Live-Streaming über eine Website oder Applikation verfügbar sind.
| Angebot             | Angebot | Start (im dspr. Raum) | Geschäftsmodell(e)                                           | Anbieterin                                                           | Verfügbarkeit                                                             |
| Name                | Logo    | Start (im dspr. Raum) | Geschäftsmodell(e)                                           | Anbieterin                                                           | Verfügbarkeit                                                             |
| ------------------- | ------- | --------------------- | ------------------------------------------------------------ | -------------------------------------------------------------------- | ------------------------------------------------------------------------- |
| maxdome store       |         | Juli 2006             | Video-on-Demand (Film, Serien)                               | Joyn GmbH                                                            | in Deutschland und Österreich über Website verfügbar                      |
| Sportdeutschland.TV |         | August 2014           | Video-on-Demand und Live-Streaming (Sport)                   | DOSB New Media GmbH                                                  | in Deutschland über Website verfügbar                                     |
| ran FIGHTING        |         | Oktober 2015          | Video-on-Demand und Live-Streaming (Kampfsport)              | Seven.One Sports GmbH                                                | in Deutschland, Österreich und Schweiz über Website und YouTube verfügbar |
| YouSport            |         | Juni 2017             | Videoportal (Amateur- und Jugendsport)                       | Seven.One Sports GmbH                                                | in Deutschland und Österreich über Website und App verfügbar              |
| Zappn               |         | August 2017           | Streaming-Plattform mit Video-on-Demand- und Live-TV-Angebot | ProSiebenSat.1 PULS 4 GmbH, Seven.One Entertainment Group Schweiz AG | in Österreich und in der Schweiz über Website und App verfügbar           |
| Auto-Deutschland.TV |         | Mai 2019              | Videoportal (Automobil)                                      | Seven.One Sports GmbH                                                | in Deutschland über Website verfügbar                                     |
| Joyn                |         | Juni 2019             | Streaming-Plattform mit Video-on-Demand- und Live-TV-Angebot | Joyn GmbH                                                            | in Deutschland über Website und App verfügbar                             |
| FYEO                |         | April 2020            | Audio-on-Demand (Podcast)                                    | ProSiebenSat.1 Digital GmbH                                          | in Deutschland, Österreich und Schweiz über App verfügbar                 |

### Apps
Die Seven.One Entertainment Group betreibt indirekt über ihre Tochtergesellschaften mehrere Applikationen, hauptsächlich von den obigen Medienangeboten.
| ProSiebenSat.1 Digital        | ProSiebenSat.1 Digital         | ProSiebenSat.1 Digital         | ProSiebenSat.1 Digital         | ProSiebenSat.1 Digital         |
| ----------------------------- | ------------------------------ | ------------------------------ | ------------------------------ | ------------------------------ |
| SAT.1 – Live TV und Mediathek | ProSieben – Live TV, Mediathek | Kabel Eins – TV, Mediathek     | sixx – Live TV und Mediathek   | sixx – Live TV und Mediathek   |
| SAT.1 GOLD – TV und Mediathek | ProSieben MAXX – TV, Mediathek | Kabel Eins Doku – TV Mediathek | Quipp – Die Live Quiz-Show     | Quipp – Die Live Quiz-Show     |
| FYEO – Originals und Podcasts | Galileo                        |                                |                                |                                |
| x                             |                                |                                |                                |                                |
| ProSiebenSat.1Puls4           | ProSiebenSat.1Puls4            | ProSiebenSat.1Puls4            | x                              | Joyn                           |
| ZAPPN – VOLL TV!              | Puls 24                        | ATV                            | x                              | deine Streaming App            |
| x                             |                                |                                |                                |                                |
| Seven.One Sports              | Seven.One Sports               | Seven.One Sports               | x                              | Sat.1 Norddeutschland          |
| NFL, Bundesliga, DTM          | Video Reporter YouSport        | YouSport Video Player          | x                              | SAT.1 Regional                 |
| x                             |                                |                                |                                |                                |
| ProSiebenSat.1 Digital        |                                |                                |                                |                                |
| wetter.com                    | Regenradar von wetter.com      | Kennzeichen App                | Snowthority: Ski, Schnee, Lift | Snowthority: Ski, Schnee, Lift |

#### Quipp
Quipp war eine Mobile Application, bei der in einer Live Quiz Show durch die Beantwortung von Fragen Geldbeträge gewonnen werden konnten. Da die Gewinnspielsendung regelmäßig zu einem festgelegten Zeitpunkt in der App live ausgestrahlt wurde, erfolgte am 8. Oktober 2018 eine Programmzulassung durch die Bayerische Landeszentrale für neue Medien. Während die ProSiebenSat.1 TV Deutschland GmbH Zulassungsantragsstellerin und somit Veranstalterin der Live-Übertragungen war, war die ProSiebenSat.1 Digital GmbH jedoch verantwortlich für die Application sowie der konzeptionellen Entwicklung und technischen Abwicklung der Gewinnspielsendungen.
Sie war eine deutsche Version der gleichnamigen österreichischen App. Quipp wurde in Österreich seit Mitte November 2018 durch die ProSiebenSat.1Puls 4 GmbH betrieben. Seither lief eine Beta-Phase der App in Deutschland. Der offizielle Start der deutschen Version war Mitte Dezember 2018. Die Gewinnspielsendungen beider Versionen wurden durch deutsche bzw. österreichische Moderatoren geführt. In Österreich waren das meistens Anna Illenberger bzw. Roman Kreid. Mit der letzten Sendung am 8. November 2020 wurde die App eingestellt.
Die App wurde über den Google Play Store und den iTunes Store kostenlos zur Installation zur Verfügung gestellt.
Neben den regulären Ausgaben wurden Specials zu einer (Live-)TV-Sendung der ProSiebenSat.1-Gruppe, wie zu The Voice of Germany, The Taste, The Masked Singer oder Das große Backen veranstaltet. Die Fragen bezogen sich daher zu diesen TV-Sendungen bzw. dem Themengebiet.
Weiterhin gab es Shows, die dazu dienen zusätzliche Quipp-Punkte zu erspielen. Dabei erhielt der Spieler für jede richtig beantwortete Frage 100 Quipp-Punkte, nach der ersten falschen Fragen dann nur noch 50. Die Punkte konnten gegen Extraleben eingetauscht werden, die dann in den Sendungen eingesetzt werden konnten.

#### FYEO
FYEO (Abkürzung von For Your Ears Only) war eine Mobile Application, bei der die Nutzer Podcasts, Hörspiele und weitere Audio-Produkte abrufen konnten. Die ProSiebenSat.1 Digital GmbH war verantwortlich für die Application sowie die konzeptionelle Entwicklung und technische Abwicklung der Inhalte.
FYEO bot verschiedene kostenfreie und -pflichtige Dienste an, teilweise war ein Benutzerkonto notwendig. Während ohne Anmeldung bzw. Registrierung sowie kostenfrei mehrere Audio-Produkte, die nicht exklusiv von FYEO produziert wurden, verfügbar waren, benötigte der Nutzer für Eigenproduktionen („FYEO Originals“) sowie weitere exklusive Inhalte den kostenpflichtigen Subscription-Audio-on-Demand FYEO Premium.
Die App war ab April 2020 in Deutschland, Österreich und in der Schweiz verfügbar. Am 6. Juli 2021 gab das Unternehmen bekannt, die FYEO-App ab Herbst 2021 einzustellen und den Namen zukünftig als „Content-Marke“ weiterzunutzen. Seit Oktober 2021 sind die FYEO Originals auf der Plattform Podimo verfügbar.

#### Smyle
Smyle ist eine Mobile Application, bei der die Nutzer Videoclips aus dem Genre Comedy abrufen können. Die ProSiebenSat.1 Digital GmbH ist verantwortlich für die Application sowie die konzeptionelle Entwicklung und technische Abwicklung der Videoclips.
Die App ist seit Mai 2020 in Deutschland, Österreich und in der Schweiz verfügbar. Im Oktober 2021 kündigte Smyle auf Instagram an, dass die App gelöscht wird.

## Tochterunternehmen (Auswahl)
Im Folgenden sind (noch unvollständig) die aktuellen Tochtergesellschaften der Seven.One Entertainment Group GmbH gelistet, die sie als alleinige Eigentümerin besitzt.

### RedSeven Entertainment
Die RedSeven Entertainment GmbH (auch Redseven Entertainment geschrieben, früher Red Seven Entertainment) ist eine im März 2008 von der ProSiebenSat.1 Media AG gegründete Produktionsgesellschaft. Sie produziert Unterhaltungsformate in den Bereichen Comedy, Dokutainment, Clipshow, Magazin, Show und Corporate Media für die ProSiebenSat.1-Gruppe sowie externe Auftraggeber im D-A-CH-Raum.
Firmensitz ist Unterföhring. Weitere Standorte sind Köln und seit September 2019 Berlin.
Seit dem 1. Oktober 2020 ist sie eine Tochtergesellschaft der Seven.One Entertainment Group, zuvor gehörte sie zu den Red Arrow Studios.
RedSeven Entertainment fungierte für folgende Formate als Produzent. Teilweise hat RedSeven Entertainment Formate von anderen Produktionsunternehmen übernommen, diese sind entsprechend gekennzeichnet.
- 32Eins! (Sat.1)
- Austria’s Next Topmodel (Puls 4, ATV)
- Bayerns beste Witze (BR Fernsehen)
- Big Mac TV
- Boom my Room (sixx)
- Broken Comedy (ProSieben)
- Comedy Zoo (ProSieben)
- Das große ProSieben Wohnzimmer-Festival (ProSieben)
- Das Internat – Emma bloggt (ProSieben)
- Deutschland 24/7 – Ohne uns läuft nichts (DMAX)
- Die Alm (ProSieben, 2011)
- Die Martina Hill Show (Sat.1)
- Die Model-WG (ProSieben)
- Die Unglaublichsten (Sat.1)
- Duell der Gartenprofis (ZDF)
- Duell der Stars – Die Sat.1 Promiarena (Sat.1)
- Eine Liga für sich – Buschis Sechserkette (Sky 1)
- Family Business – Wir sind Chef (kabel eins)
- Fashion & Fame (ProSieben)
- Fat For Fun (Comedy Central)
- Galileo Big Pictures (ProSieben)
- Gekauft, gekocht, gewonnen (kabel eins)
- Germany’s Next Showstars (ProSieben)
- Germany’s Next Topmodel (ProSieben, ab 2013)
- Gina Lisas Welt (MyVideo)
- Hochzeit auf den ersten Blick (Sat.1)
- House Rules – Das Renovierungsduell (Sat.1)
- It’s Showtime – Das Battle der Besten (Sat.1)
- Jetzt oder nie – Das 100-Tage-Experiment (Sat.1)
- Kiss Bang Love (ProSieben)
- Knallerkerle (Sat.1)
- Krass Schule – Die jungen Lehrer (RTL 2)
- Lucky Lück (Sat.1 Comedy)
- Mascerade (ProSieben)
- Mein Mann kann / Ran an den Mann (Sat.1)
- Mord mit Ansage (Sat.1)
- Number One (kabel eins)
- Old Ass Bastards / Das R-Team (ProSieben, Sat.1)
- Pain & Fame (sixx)
- Prankenstein (ProSieben)
- Preisverleihung
  - About You Awards (2017–2020)
  - International Music Award (2019)
- ProSieben Live. Deutschland fragt zu Corona (ProSieben)
- Queen of Drags (ProSieben)
- Ran an den Rasen – Das Gartenduell (RTL)
- Ran an den Speck – Familien nehmen ab (RTL)
- Rosin weltweit (kabel eins)
- Rosins Fettkampf (kabel eins)
- Rosins Kantinen (kabel eins)
- Rosins Restaurants (kabel eins, ab 2015)
- SOS Garten (Sat.1)
- Spiel die Geissens untern Tisch (RTL 2)
- Super Spots (ProSieben)
- Superhero Germany (ProSieben)
- Superkids (Sat.1)
- Superpets (Sat.1)
- Switzerland’s next Topmodel (ProSieben Schweiz)
- talk talk talk (ProSieben, ab 2008)
- The Biggest Loser (Sat.1, ab 2010)
- The Biggest Loser Teens (Sat.1)
- The Taste (Sat.1)
- Top Chef Germany (Sat.1)
- VIP-Charts (Sat.1)
- Wir sind Deutschland (Sat.1)
- Wir sind klein und ihr seid alt (VOX)
- Zervakis & Opdenhövel. Live. (ProSieben)

### Sat.1 Norddeutschland
Die Sat.1 Norddeutschland GmbH ist eine hundertprozentige Tochtergesellschaft, die im August 1988 von der Sat.1 Satelliten Fernsehen GmbH gegründet wurde. Sie ist Veranstalterin der Regionalfensterprogramme auf Sat.1 für die Gebiete Hamburg und Schleswig-Holstein seit dem 15. August 1988 sowie seit dem 19. Juni 1989 ebenfalls für Niedersachsen und Bremen. Unter dem Sendungstitel 17:30 Sat.1 Regional produziert seit Januar 2010 die Sat.1 Norddeutschland GmbH im Auftrag von Sat.1 die beiden regionalen Informationsmagazine. Des Weiteren erstellt sie Beiträge für die weiteren Informationsprogramme der ProSiebenSat.1 Gruppe.
Seit Dezember 2004 ist Michael Grahl der Geschäftsführer der Sat.1 Norddeutschland GmbH. Von 1988 bis 2004 übernahm Hans Georg Schneider die Geschäftsführung der Gesellschaft. Die Sat.1 Norddeutschland GmbH besitzt insgesamt vier Landesstudios, je eines in Kiel, Hamburg, Bremen und Hannover.

### Seven.One Pay TV

Logo der Seven.One Pay TV GmbH (seit 1. Okt. 2020)

Die im Februar 2015 gegründete hundertprozentige Tochtergesellschaft Seven.One Pay TV (ehemals ProSiebenSat.1 Pay TV GmbH) betreibt die Pay-TV-Sender der ProSiebenSat.1 Gruppe.
Im Juni 2006 gingen die beiden Bezahlfernsehsender Sat.1 Comedy und Kabel eins classics auf Sendung. Damals wurden sie von der SevenSenses GmbH und später von Maxdome GmbH veranstaltet.
SevenSenses GmbH wurde im April 1999 als Kreativ-Agentur für Fernsehdesign mit dem Namen SevenSenses Agentur für Mediendesign und Marketing GmbH gegründet. Im Juni 2005 wurde beschlossen, dass die hundertprozentige Tochtergesellschaft der ProSiebenSat.1 Media AG auf den kürzeren Namen SevenSenses GmbH umbenannt wird und sich nun auf Digital TV, Video-on-Demand, Pay-TV und Mobile TV konzentriert.
Ab Mai 2012 startet SevenSenses eine Neuausrichtung des Senders Sat.1 Comedy und die Umbenennung in Sat.1 emotions. Durch die Neuausrichtung orientiert sich Sat.1 emotions inhaltlich am Programm von Sat.1. Zeitgleich startet der neue Kanal ProSieben Fun, welcher den bisherigen Comedypart von Sat.1 Comedy übernimmt und auf das jüngere Publikum zugeschnitten sein soll. ProSieben Fun wird sich genau wie Sat.1 emotions (Sat.1) und Kabel eins classics (kabel eins), an seinem Hauptprogramm ProSieben orientieren.

Logo der ProSiebenSat.1 Pay TV GmbH (bis 30. Sep. 2020)

Am 29. August 2013 wurde die SevenSenses GmbH, mit Beschluss vom 22. August 2013, mit der Maxdome Verwaltungs GmbH, die zuvor eine hundertprozentige Tochtergesellschaft von SevenSenses war, verschmolzen und in Maxdome GmbH umbenannt. Fortan wurden die Pay-TV-Sender von der Maxdome GmbH veranstaltet. Im August 2015 übernahm schließlich die ProSiebenSat.1 Pay TV GmbH die Veranstaltung der Pay-TV-Sender.
Am 15. Dezember 2015 erhielt die ProSiebenSat.1 Pay TV GmbH die Zulassung für das Pay-TV-Programm ran FIGHTING, welches über das Internet, Apps und Smart-TVs verbreitet wird. ran FIGHTING bietet Kampfsport Events im Monatsabo oder als Einzelabruf an. Bereits ab dem 17. Oktober 2015 gab es ran FIGHTING als Mediathek für Kampfsport. Als 24-stündiges lineares Sport-Spartenprogramm startete schließlich ran FIGHTING am 8. April 2016. Seit dem 1. Dezember 2016 ist die hundertprozentige Tochtergesellschaft der ProSiebenSat.1 Gruppe ProSiebenSat.1 Sports GmbH die Veranstalterin des Programms.
Seit dem 1. Oktober 2020 firmiert die ProSiebenSat.1 Pay TV nach einem Rebranding unter dem Namen Seven.One Pay TV.

### Seven.One Sports

Logo der Seven.One Sports GmbH (seit 1. Okt. 2020)

Logo der Sportmarke ran

Die Seven.One Sports GmbH ist eine hundertprozentige Tochtergesellschaft mit Sitz in Unterföhring, in der alle Geschäftsaktivitäten der Seven.One Entertainment Group aus dem Bereich Sport gebündelt werden. Sie firmierte ab dem Handelsregistereintrag am 2. Mai 2016 und bis zum 8. September 2020 unter dem Namen ProSiebenSat.1 Sports. Bis Sommer 2020 war sie eine direkte Tochtergesellschaft der ProSiebenSat.1 Media.
Seven.One Sports (oder ihre Tochtergesellschaften) betreibt mehrere digitale Angebote, erwirbt Übertragungsrechte von Sportveranstaltungen, produziert Sportveranstaltungsübertragungen, veranstaltet Sport-Events sowie ist als Management für Sportler tätig.
Folgende Tochtergesellschaften besitzt bzw. an folgenden Gesellschaften beteiligt sich Seven.One Sports:
- esports.com GSA GmbH (100 Prozent)
  - Gründung: 2018; Sitz: Unterföhring
  - Anbieterin der E-Sport-Website esports.com

- MMP Event GmbH (100 Prozent)
  - Gründung: 2005; Sitz: Köln
  - Veranstaltungs- und Sport-Agentur
  - Entwicklung von Veranstaltungsformate aus dem Bereich Sport, Medien und Kultur sowie in der Umsetzung, Durchführung, Vermarktung und Kommunikation der jeweiligen Events tätig

- SAM Sports – Starwatch Artist Management GmbH (100 Prozent)
  - Gründung: 2014; Sitz: Unterföhring
  - Vermarktung von Spitzensportlern

- DOSB New Media GmbH (67,5 Prozent)
  - Gründung: 2011; Sitz: Unterföhring
  - Anbieterin und Programmveranstalterin von Sportdeutschland.TV

- Sportority Germany GmbH (40 Prozent)
  - Gründung: 2015; Sitz: München
  - Anbieterin der Fußball-Website 90min.de

Weitere Medienangebote von Seven.One Sports ist die Video-on-Demand- und Live-Streaming-Plattform für Kampfsport ran FIGHTING, das Videoportal für Amateur- und Jugendsport YouSport und für Automobil Auto-Deutschland.TV sowie die Sport-Website ran.de.

### SevenPictures Film

Logo der SevenPictures Film GmbH

Die SevenPictures Film GmbH (früher Alta Vista Film GmbH) ist eine hundertprozentige Tochtergesellschaft, die die Co-Produktion zahlreicher deutscher Filme betreibt und für die ProSiebenSat.1 Gruppe deren TV-Lizenzen erwirbt. Sie wurde am 19. April 1995 unter dem Namen Alta Vista Film GmbH gegründet und war eine hundertprozentige Tochtergesellschaft der ProSieben Media AG. 1999 wurde die Tochtergesellschaft nach SevenPictures Film GmbH umbenannt und war bis zum 2. Februar 2011 eine hundertprozentige Tochtergesellschaft der ProSiebenSat.1 Gruppe. Seither ist SevenPictures Film eine Tochtergesellschaft der Seven.One Entertainment Group.
Alta Vista Film bzw. SevenPictures Film fungierte als Co-Produzent für folgende Filme:
- 1996: Die Legende von Pinocchio
- 1998: Tarzan und die verlorene Stadt
- 1999: St. Pauli Nacht
- 1999: Schlaraffenland
- 1999: Heirate mir!
- 2000: Fußball ist unser Leben
- 2000: Falling Rocks
- 2000: Der Himmel kann warten
- 2001: Das Experiment
- 2001: 100 Pro
- 2001: Mondscheintarif
- 2001: Der Schuh des Manitu
- 2003: Das Wunder von Bern
- 2003: Ganz und gar
- 2004: Der Wixxer
- 2004: Kleinruppin forever
- 2004: Napola – Elite für den Führer
- 2005: Der Tod kommt krass
- 2005: NVA
- 2006: Der Rote Kakadu
- 2006: Reine Formsache
- 2006: FC Venus – Elf Paare müsst ihr sein
- 2006: Wo ist Fred?
- 2007: Der Mongole
- 2007: Kein Bund für’s Leben
- 2007: Max Minsky und ich
- 2007: Das Herz ist ein dunkler Wald
- 2007: Keinohrhasen
- 2008: Krabat
- 2008: Märzmelodie
- 2008: 1 1/2 Ritter – Auf der Suche nach der hinreißenden Herzelinde
- 2009: Zweiohrküken
- 2009: Hinter Kaifeck
- 2010: Friendship!
- 2010: Goethe!
- 2011: Hell
- 2011: Dating Lanzelot
- 2011: Blutzbrüdaz
- 2012: Die vierte Macht
- 2012: Zimmer 205
- 2012: Russendisko
- 2012: Omamamia
- 2012: Heiter bis wolkig
- 2013: Großstadtklein
- 2014: Besser als Nix
- 2014: Vaterfreuden
- 2014: Who Am I – Kein System ist sicher
- 2014: Honig im Kopf
- 2015: Frau Müller muss weg!
- 2016: Seitenwechsel
- 2016: Mein Blind Date mit dem Leben
- 2016: Willkommen bei den Hartmanns
- 2016: Unfriend
- 2017: Lommbock
- 2018: Klassentreffen 1.0 – Die unglaubliche Reise der Silberrücken
- 2018: Ballon
- 2018: Die sagenhaften Vier
- 2018: Wuff – Folge dem Hund
- 2019: Rate Your Date
- 2019: Die Goldfische
- 2019: Der Fall Collini
- 2019: Kidnapping Stella
- 2019: Dem Horizont so nah
- 2019: Der letzte Bulle
- 2020: Lindenberg! Mach dein Ding
- 2020: Die Hochzeit
- 2020: Nightlife
- 2020: Contra
- 2021: Fly
- 2021: Catweazle
- 2022: JGA: Jasmin. Gina. Anna.
- 2022: Die Känguru-Verschwörung
- 2022: Jagdsaison
- 2023: Stella. Ein Leben.
- 2023: Wochenendrebellen
- 2023: One for the Road
- 2023: Die drei ??? - Erbe des Drachen
- 2023: Trauzeugen
- 2023: Girl You Know It’s True
- 2023: 791 km
- 2024: Alles Fifty Fifty

### tv weiss-blau Rundfunkprogrammanbieter
Die tv weiss-blau Rundfunkprogrammanbieter GmbH ist eine hundertprozentige Tochtergesellschaft, die im Januar 1988 von der Sat.1 Satelliten Fernsehen GmbH gegründet wurde. Über die Privatfernsehen in Bayern GmbH & Co. KG, an der sie aktuell zehn Prozent hält, wird das Regionalfensterprogramm für Bayern 17:30 Sat.1 Bayern seit dem 4. Januar 1990 veranstaltet. An der Privatfernsehen in Bayern Verwaltungs-GmbH beteiligt sich die tv weiss-blau Rundfunkprogrammanbieter GmbH aktuell ebenfalls mit zehn Prozent.

### wetter.com
Die wetter.com GmbH ist ein hundertprozentige Tochtergesellschaft der Seven.One Entertainment Group GmbH, das den gleichnamigen deutschsprachigen Online-Wetterportal und die dazugehörige App, die spanische und englischsprachige Online-Wetterportale tiempo.es und weather24.com sowie den deutschsprachigen Pay-TV-Sender wetter.com TV betreibt. Sie ist zudem Wetterlieferant und -produzent für alle Fernsehsender der Seven.One Entertainment Group sowie weitere externe Kunden.

### Joyn
Die Joyn GmbH (zuvor 7TV Joint Venture GmbH) wurde als ein deutsches Gemeinschaftsunternehmen der Medienkonzerne ProSiebenSat.1 Media und Discovery gegründet, das die gleichnamige Streaming-Plattform, den Pay-per-View-Dienst Maxdome Store sowie den Sport-Streamingdienst Eurosport Player in Deutschland betrieben hat. Ehemalige Online-Angebote waren die Mediathek 7TV und das Video-on-Demand-Portal Maxdome.
Seit November 2023 ist die Joyn GmbH ein hundertprozentiges Tochterunternehmen der Seven.One Entertainment Group GmbH.

## Gemeinschaftsunternehmen
Im Folgenden sind (noch unvollständig) die aktuellen Joint Ventures der Seven.One Entertainment Group GmbH gelistet, an der neben ihr weitere Kooperationspartner als Eigentümerinnen fungieren.

### Pyjama Pictures
Die Pyjama Pictures GmbH ist eine deutsche, in Berlin ansässige Produktionsgesellschaft, die am 30. Oktober 2019 unter dem Namen Blitz 19-632 gegründet wurde und seit dem 14. Januar 2020 unter dem aktuellen Namen firmiert. Sie ist ein Gemeinschaftsunternehmen von dem deutschen Schauspieler und Regisseur Christian Ulmen, dem Produzenten Carsten Kelber und der Seven.One Entertainment Group. Pyjama Pictures entwickelt und produziert fiktionale Medieninhalte (aktuell nur Fernsehserien) vorrangig im deutschsprachigen Raum für Fernsehsender und Streaming-Plattformen der Seven.One Entertainment Group sowie ebenfalls für externe Medienunternehmen.
Mit der Gründung übernahm Pyjama Pictures die Produktion der Fernsehserie jerks. von der Talpa Germany.

## Weitere Beteiligungen
An der FilmFernsehFonds Bayern GmbH beteiligt sich die ProSiebenSat.1 Media SE aktuell (Stand: 2020) über die Seven.One Entertainment Group mit 6,59 Prozent. Zuvor war sie direkt an der Filmförderungsgesellschaft beteiligt.
Des Weiteren ist die Seven.One Entertainment Group mit 25 Prozent an der Deutschen Fernsehpreis GmbH beteiligt und somit Stifter des Fernsehpreises.